# 木村恵吾
木村 恵吾（きむら けいご、1903年6月19日 - 1986年1月20日）は、日本の映画監督、脚本家である。サイレント映画の時代に脚本家、ついで監督としてデビューした。1940年（昭和15年）にオペレッタ映画『狸御殿』を創出、『オペレッタ狸御殿』（2005年）につながる源流をつくった。

## 人物・来歴
1903年（明治36年）6月19日、静岡県三島市に生まれる。
早稲田大学附属早稲田高等学院（現在の早稲田大学高等学院）の2年次終了で日活大将軍撮影所に入社、1926年（大正15年）、オリジナル脚本が採用され、伊奈精一監督、根岸東一郎主演のサイレント映画『神田の下宿』で脚本家としてデビューした。同年、オリジナル脚本第2作『都の西北』が映画化され、伊奈監督、中野英治主演で製作されたが、これには俳優時代ののちの映画監督渡辺邦男が出演している。同撮影所は1929年（昭和4年）に太秦に移転したが、同年までに11本の脚本が採用されて映画化された。
1930年（昭和5年）、帝国キネマ演芸に移籍、川口松太郎の原作を自ら脚色した中野英治主演の『若き血に燃ゆる者』で監督としてデビューした。同社で4作を監督し、オリジナル脚本を1作、松本英一監督に提供して、翌年1931年（昭和6年）に同社が新興キネマに改組されてからは、新興キネマ京都太秦撮影所（現在の東映京都撮影所）で活動した。1940年（昭和15年）、同社の紀元二千六百年奉祝のための大作『国姓爺合戦』の監督に抜擢され、八尋不二脚本、市川右太衛門主演で演出し、成功する。

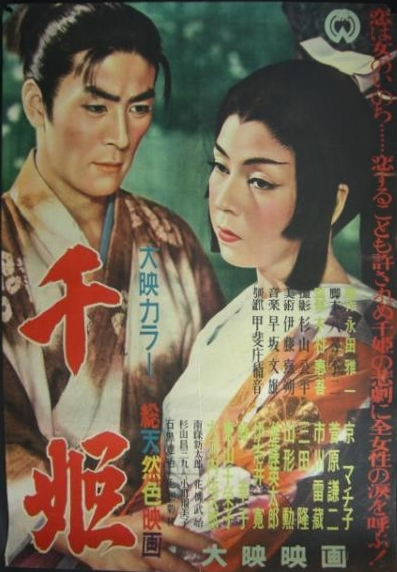
『千姫』（1954年）

1942年（昭和17年）、第二次世界大戦の戦時統制による同社合併により大日本映画製作（のちの大映）所属となり、以前日活太秦撮影所であった大映京都撮影所に異動になる。同年、オリジナル脚本による高山廣子・宮城千賀子主演のオペレッタ映画『歌ふ狸御殿』を監督、成功する。翌1943年（昭和18年）、召集を受けて戦地に赴く。1945年（昭和20年）前半には復員し、波多謙治こと西條照太郎との共同脚本、市川右太衛門主演の映画『紅顏鼓笛隊』で監督として復帰する。
終戦後も大映京都撮影所に所属し、1949年（昭和24年）の脚本・監督作『花くらべ狸御殿』に出演した京マチ子を同年、宇野重吉との共演作『痴人の愛』のナオミ役に起用し、京の売り出しに成功する。1950年代には、同撮影所に所属しながら、新東宝や宝塚映画、東京映画にもお呼びがかかった。
1955年（昭和30年）4月29日から始まったフランス・カンヌでの第8回カンヌ国際映画祭に、前年の京マチ子主演作品『千姫』（1954年）がパルムドールにノミネートされ、コンペティション上映されたが、賞は逃した。
1965年（昭和40年）、大映を退社後は、テレビ番組の演出をしたが、しばらくして引退した。
1986年（昭和61年）1月20日、胃癌により死去した。満82歳没。

## おもなフィルモグラフィ

### 大映以前
- 神田の下宿 （監督伊奈精一、日活大将軍撮影所、1926年） - 原作・脚本のみ
- 都の西北 （監督伊奈精一、日活大将軍撮影所、1926年） - 原作・脚本のみ
- 若き血に燃ゆる者 （帝国キネマ演芸、1930年）
- 不如帰 （新興キネマ、1932年）
- 狸御殿 （新興キネマ、1939年）
- 国姓爺合戦 （新興キネマ、1940年）

### 大映京都撮影所
- 維新の曲 （1942年） - 応援演出
- 歌ふ狸御殿 （1942年）
- 紅顏鼓笛隊 （1945年）
- 瀧の白糸 （1946年）
- 天下の御意見番を意見する男 （1947年）
- 春爛漫狸祭 （1948年）
- 花くらべ狸御殿 （1949年）
- 痴人の愛 （1949年）
- 浅草の肌 （1950年）
- 牝犬 （1951年）
- 馬喰一代 （1951年）
- 三万両五十三次 （1952年）
- 千姫 （1954年） - 第8回カンヌ国際映画祭パルムドールノミネート
- 世にも面白い男の一生 桂春団治 （宝塚映画、1956年）
- 大当り狸御殿 （監督佐伯幸三、宝塚映画 / 東宝、1958年） - 原作のみ
- 初春狸御殿 （1959年）
- 痴人の愛 （1960年）
- お伝地獄 （1960年）
- 狸穴町0番地 （主演高田美和・西郷輝彦、1965年）

## 註
1. 1 2 3 4 5 6 7 8  木村恵吾、raizofan.net, 2009年10月14日閲覧。
2. 1 2 3 4  #外部リンク欄、「木村恵吾」の項リンク先、日本映画データベース、2009年10月14日閲覧。二重リンクを省く。